# Theridula nigerrima
Theridula nigerrima är en spindelart som först beskrevs av Alexander Petrunkevitch 1911.  Theridula nigerrima ingår i släktet Theridula och familjen klotspindlar. Inga underarter finns listade i Catalogue of Life.